# اسپوندیلوز
هرنوع بیماری ویرانگر مهره‌های ستون فقرات را مُهراک یا اسپوندیلوز (به انگلیسی: Spondylosis) می‌گویند. مهراک از آسیب‌های غیر التهابی در ستون مهره‌های بدن است.
اسپوندیلوز عبارت است از فرسایش بندها (مفصل ها) یا همان فرسایش اندرستون مهره‌ها. در این بیماری افزونهای بندی درگیر نیستند. در حالت پیشرفته بیماری به دلیل فشار بر ریشه اعصاب درد و گزگز شدن و بی حسی اندام‌ها روی می‌دهد.
هنگامیکه اندروار (اینتروال یام همان فاصله) بین دو مهره کنار هم تنگ شود فشار بر ریشه عصب می‌تواند موجب آسیب ریشه شود. نشان های حسی و حرکتی آسیب ر یشه مانند درد و ضعف ماهیچه ایی بسته به محل عصب‌دهی دارد. این بیماری هروینی (عموماً) در سنین بالا دیده می‌شود.
در مهراک گردن (cervical spondylosis) به دلیل فشار مستقیم به کانال نخاعی ما ممکن است نحیف هروینی (ضعف عمومی)، نبود تراز (عدم تعادل)، اختلال در مهار اسفنکترهای روده و مثانه و کاهش جریان خون اندامها را داشته باشیم.

## تشخیص و درمان
تشخیص با پرتونگاری و ام‌آرآی است. به دلیل ماهیت ویرانگری بیماری درمان بیشتر پتایشمند (کنسرواتیو) است (نه بهبود دهنده). از داروهایی مانند NSAIDs و شل‌کننده ماهیچه ایی، کایروپرکتیک، امواج فراصوت و ماساژ استفاده می‌شود. درمان جراحی فقط در موارد درد-نخاعی (میلوپاتی) شدید مقاوم به درمان پزشکی پیشنهاد می‌شود. روشهای جراحی متفاوت است ولی گاه از جوش‌خوردگی دو مهره به وسیلهٔ گرافت از استخوان لگن استفاده می‌شود.